# Alta Hill (California)
Alta Hill es un área no incorporada ubicada en el condado de Nevada en el estado estadounidense de California.

## Geografía
Alta Hill se encuentra ubicada en las coordenadas 39°13′48″N 121°4′36″O / 39.23000, -121.07667.